# Adelophryne pachydactyla
Espèce
Statut de conservation UICN

 DD  : Données insuffisantes
Adelophryne pachydactyla est une espèce d'amphibiens de la famille des Eleutherodactylidae.

## Répartition
Cette espèce est endémique de l'État de Bahia au Brésil. Elle se rencontre à Ilheus et Santa Teresinha, entre 600 et 800 m d'altitude.

## Publication originale
- Hoogmoed, Borges & Cascon, 1994 : Three new species of the genus Adelophryne (Amphibia: Anura: Leptodactylidae) from northeastern Brazil, with remarks on the other species of the genus. Zoologische Mededelingen, vol. 68, no 15/25, p. 271-300 (texte intégral).